# 존 엔트위슬
존 엔트위슬(John Entwistle, 1944년 10월 9일~2002년 6월 27일)은 영국의 음악가이다. 더 후의 베이시스트로 활동했다.